# Omen (Soulfly-Album)
Omen ist das siebte Studioalbum der Metal-Band Soulfly. Es erschien im Mai 2010 bei Roadrunner Records. Es war das letzte mit Bassist Bobby Burns und Schlagzeuger Joe Nunez, die danach durch Tony Campos und David Kinkade ersetzt wurden.

## Entstehung und Stil
Das Album wurde im November 2009 mit Logan Mader (Machine Head) aufgenommen. Zu diesem Zeitpunkt hatte Max Cavalera „Skelette“ von etwa acht Songs vorläufig fertig. Die Stücke sollten „energetischer“ und kürzer ausfallen als auf dem Vorgänger Conquer. Bei dem Album wirkten Tommy Victor von Prong (bei Lethal Injection), mit denen Soulfly kurz zuvor auf Tour waren und Greg Puciato von Dillinger Escape Plan (bei Rise of the Fallen) mit. Außerdem spielte Cavaleras Sohn Zyon Schlagzeug bei dem als Bonustrack verwendeten Sepultura-Titel Refuse/Resist (von Chaos A.D.). Max Cavaleras Bruder Igor spielte Schlagzeug beim Excel-Cover Your Life, My Life, ebenfalls ein Bonustrack.
Das Albencover wurden von dem Tätowierkünstler Leo Zulueta entworfen.
Der Song Jeffrey Dahmer handelt von dem amerikanischen Serienmörder Jeffrey Dahmer.

## Rezeption
Ronny Bittner vergab im Magazin Rock Hard sieben von zehn Punkten. Er schrieb, die Unterschiede zum Vorgänger seien „marginal, wobei die richtig fette Thrash-Peitsche deutlich seltener hervorgeholt wird als auf „Conquer“. Was bleibt, sind solide, aber selten herausragende Kompositionen.“

## Titelliste
1. Bloodbath – 2:31
2. Rise of the Fallen – 4:33
3. Great Depression – 3:57
4. Lethal Injection – 3:05
5. Kingdom – 3:54
6. Jeffrey Dahmer – 2:52
7. Off with Their Heads – 4:22
8. Vulture Culture – 4:01
9. Mega-Doom – 3:04
10. Counter Sabotage – 3:50
11. Soulfly VII – 4:23

### Digipak-Bonustitel
1. Four Sticks (Cover von Led Zeppelin) – 4:40
2. Refuse/Resist (Sepultura) – 3:10
3. Your Life, My Life (Excel) – 3:14